# Estepa
Estepa is een gemeente in de Spaanse provincie Sevilla in de regio Andalusië met een oppervlakte van 190 km². In 2007 telde Estepa 12.937 inwoners.

## Demografische ontwikkeling
Bron: INE; 1857-2011: volkstellingen